# Joan Psel·los
Joan Psel·los (en llatí Joannes Psellus, en grec Ψέλλος) fou un escriptor romà d'Orient d'època desconeguda.
Se li atribueixen tres poemes. Aquest autor ha estat repetidament confós amb un dels Miquel Psel·los, especialment amb el prolífic Miquel Psel·los. Fabricius esmenta la seva obra a la Bibliotheca Graeca. vol. x. pàg. 97.